# 復活徹夜祭

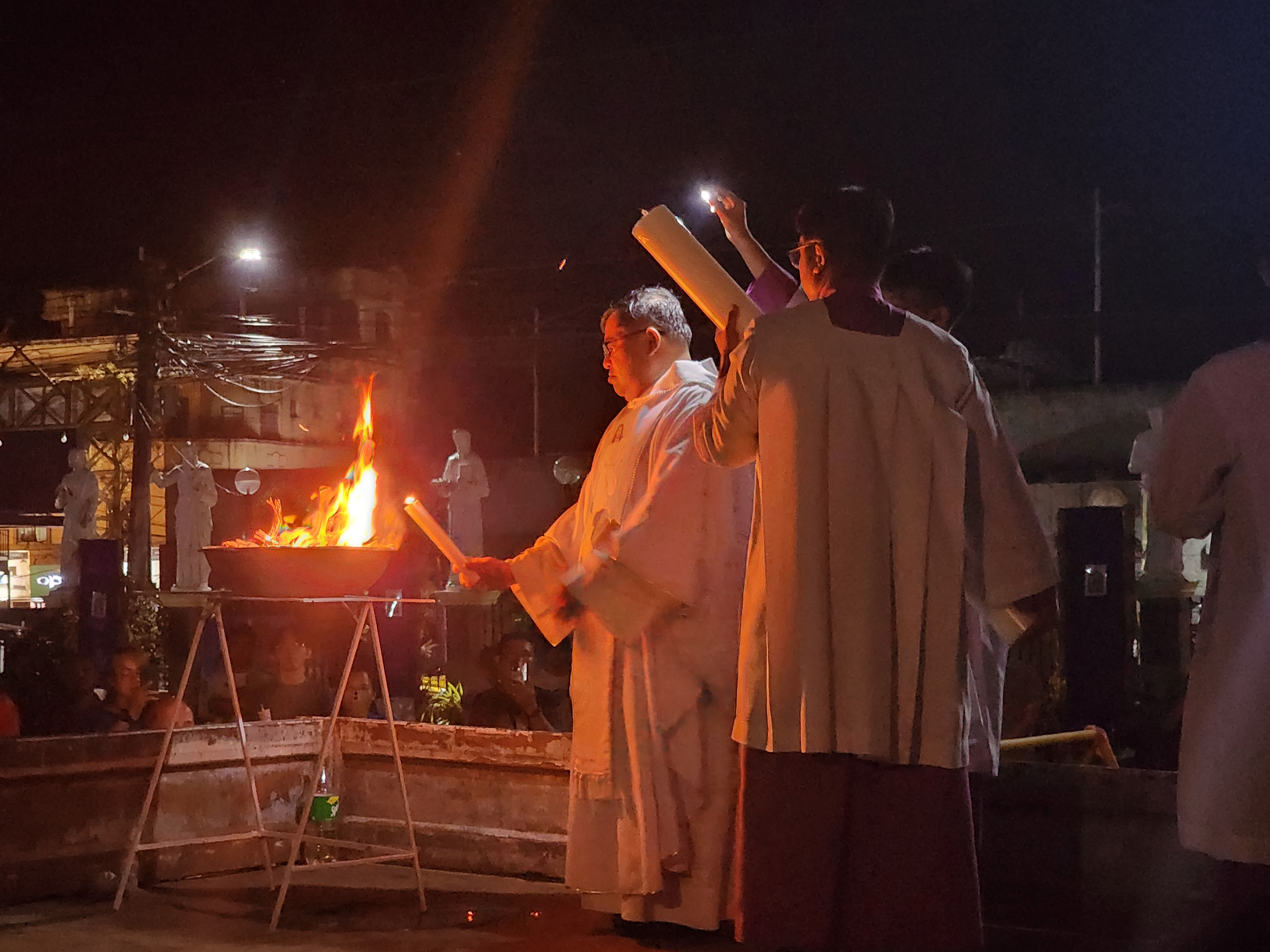
復活徹夜祭の火を灯す（フィリピンの教会で）

復活徹夜祭（ふっかつてつやさい、英語: Easter Vigil）は徹夜祭（てつやさい）、徹夜祷（てつやとう、正教会）などとも呼ばれて、復活祭（イースター）の前夜（すなわちキリスト教歴が夕方から始まるので復活祭当日）に伝統的なキリスト教会でイエス・キリストの復活を公式に祝う最初の儀式として行われる典礼である。

## 概要
歴史的には、復活徹夜祭の典礼の時に洗礼を受け、成人の洗礼希望者が教会との完全な交わりを受ける。その礼拝（ミサ、奉神礼）は、聖土曜日の日没から復活祭当日の日の出までの暗い時間帯に行われ、教会の一日は夕方から始まるので最初の礼拝で、最も一般的なのは聖土曜日の夕方か真夜中である。教会によるとこの礼拝は最も神聖であるだけでなく、典礼年の中で最も美しい礼拝でもある。
ローマ・カトリック教会、聖公会、ルーテル教会などの西方教会では、復活徹夜祭は、典礼年の中で最も重要な公の礼拝の典礼であり、復活祭の季節の特徴であるアレルヤ唱が四旬節に入ってから初めて用いられることが特徴である。
東方正教会、東方諸教会、その他の東方キリスト教の伝統では、復活祭の前夜に祝われる極めて祝祭的な儀式と聖体礼儀は、その夜独特のものであり、典礼年の中で最も手の込んだ重要なものである。モラヴィア教会では、復活祭の日曜日の夜明け前に日の出礼拝が始まる。改革派の伝統とメソジスト派の伝統の信徒は、復活祭の前夜祭を行うこともあれば、日の出礼拝を行うこともある。

## 伝統的各派の典礼

### カトリック
カトリック教会での復活徹夜祭ミサの典礼は、おもに４つの部分からなる 。
 
1. 光の祭儀

2. ことばの祭儀

3. 洗礼の典礼

4. 感謝の典礼

### 聖公会
聖土曜日の夕の礼拝として、次の４つの部分でなる 。

1. 復活のろうそくの祝福（Blessing of the Paschal Candle）

2. み言葉（Liturgy of the Word、聖書朗読）

3. 洗礼の約束の更新（Renewal of Baptesmal Vows、ニカイア・コンスタンティノポリス信条の交読）

4. 聖餐（Liturgy of the Sacrament）

### 正教会
復活大祭の半夜課に相当する。

## 参照項目
- 聖土曜日